# 愛媛県道188号道後公園線

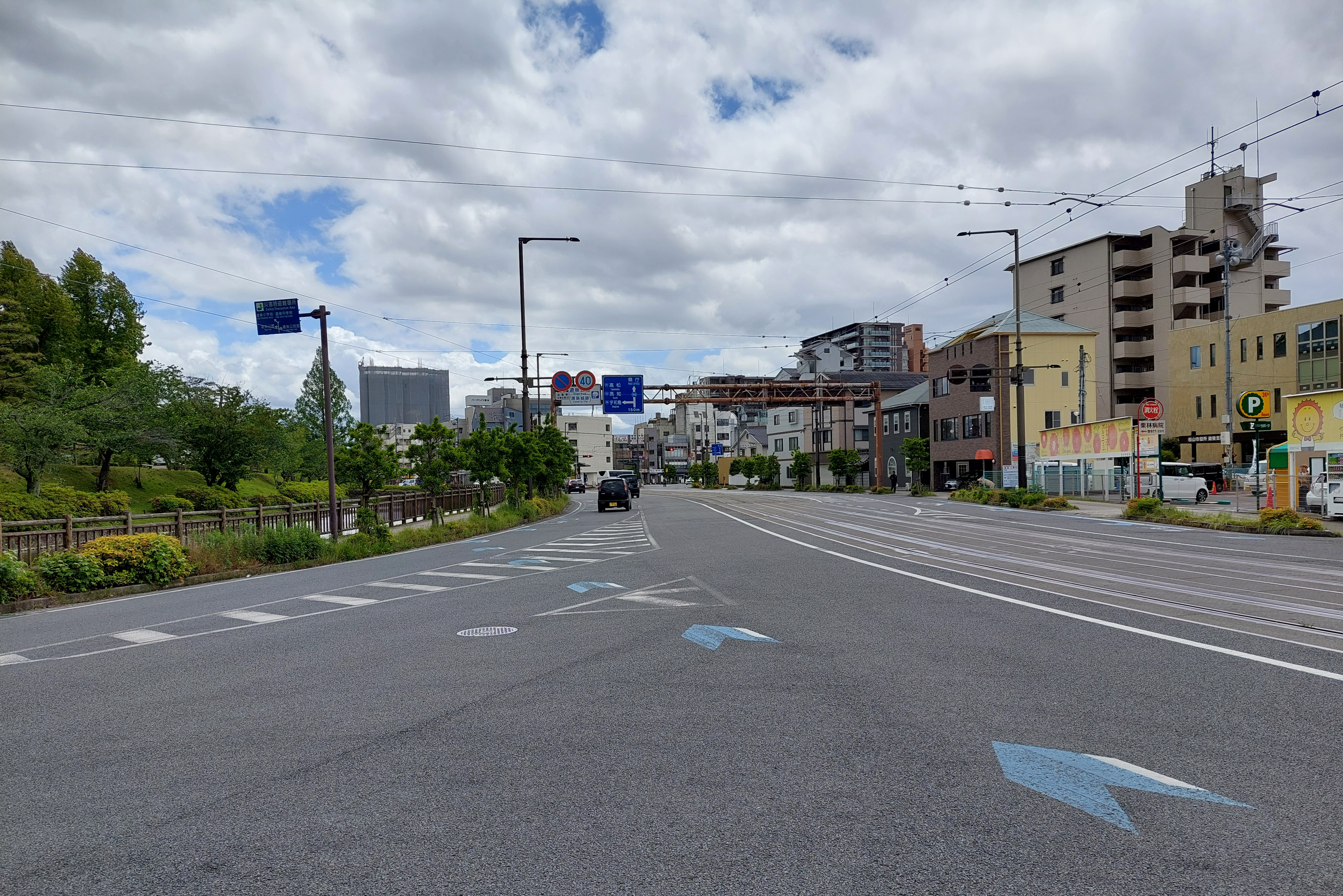
愛媛県道188号道後公園線

愛媛県道188号道後公園線（えひめけんどう188ごう どうごこうえんせん）は、愛媛県松山市を通る一般県道である。

## 概要

### 路線データ
- 総延長：0.6 km
- 起点：松山市道後町1丁目（愛媛県道187号六軒家石手線交点）
- 終点：松山市道後町2丁目（県民文化会館交差点、愛媛県道20号松山北条線交点）

## 歴史
- 1958年（昭和33年）6月27日 - 愛媛県告示第566号により、本路線を整理番号78番として県道に認定される[1]。
- 1972年（昭和47年）3月16日 - 愛媛県が愛媛県道188号道後公園線として認定。
- 1994年（平成6年）4月1日 - 愛媛県告示第503号により以下の通り起終点が変更され、重複区間が解消された。[2]
  - 起点 - 松山市道後湯之町から松山市道後町1丁目へ変更され、愛媛県道187号六軒家石手線との重複区間が解消。
  - 終点 - 松山市勝山町から松山市道後町2丁目へ変更され、愛媛県道20号松山北条線との重複区間が解消。。

## 地理

### 通過する自治体
- 松山市

### 交差する道路
- 愛媛県道20号松山北条線
- 愛媛県道187号六軒家石手線

### 沿線
- 道後公園（湯築城址）
- 松山南町郵便局
- 愛媛県県民文化会館